# Руандійський патріотичний фронт
Руандійський Патріотичний Фронт (РПФ) — правляча політична партія Руанди, яку очолює чинний президент країни Поль Кагаме. Партія знаходиться при владі з того часу, як її мілітаризоване крило поклало край Геноциду у Руанді 1994 року.

## Історія

### Руандійський Союз Національної Єдності
Після повалення режиму Іді Аміна у 1979 році, інтелігенція біженців тутсі в Уганді створила першу в регіоні організацію політичних біженців — Руандійський Союз Національної Єдності, для обговорення можливого повернення в Руанду. Хоча цей союз в першу чергу був форумом для інтелектуальних дискусій, він зазнав мілітаризації після сфальсифікованого обрання Мілітона Оботе президентом Уганди у 1980 році, через що воював на боці Йовері Мусевені під час Громадянської війни в Уганді. У відповідь Оботе засудив Національну Армію Опору Мусевені у складі баньяруанда. Невадала спроба змусити всіх біженців-тутсі воювати призвела до масової чистки у таборах біженців у лютому 1982 року, внаслідок чого майже 40 000 біженців повернулися до Руанди. Руанда заявила, що визнає лише 4000 цих осіб громадянами Руанди, у той час як в Уганді заявили, що вони повернуть лише 1000 осіб. Решта 35 000 осіб залишилися в юридично-невизначеному статусі у прикордонному з Руандою регіоні Уганди. Така ситуація тривала кілька років. Багатьом юнакам-біженцям не лишалося нічого, окрім як вступити до лав Національної Армії Опору.
Двоє з 27 осіб, що воювали на боці Національної армії опору були біженцями-тутсі: Фред Рвігіема і Поль Кагаме, які разом виросли в таборі біженців Кагунге і обидва були активними учасниками Руандійського Союзу Національної Єдності. До того часу як Національна Армія Опору переможно увійшла в Кампалу у 1986 році, близько чверті з їхніх 16 000 бійців належали до баньяруанда, а Рвігіема був заступником командира формування. Після того, як уряд Мусевені було сформовано, Рвігіему було призначено заступником міністра оборони і заступником головнокомандувача збройних сил, що підпордяковується лише Мусевені і є другим у державному ланцюгу військового командування. Кагаме був призначений виконуючим обов'язки начальника військової розвідки. Тутсі сформували неспівмірну кількість офіцерів Національної Армії Опору, тому що вони довго служили і вже встигли набратися досвіду.
Внесок баньяруанда у війну було негайно визнано новим урядом. Через шість місяців після приходу до влади Мусевені відмовився від старого законодавства і заявив, що баньяруанда, які проживали в Уганді, мають право на отримання громадянства через 10 років. У грудні 1987 року Руандійський Союз Національної Єдності зібрався на свій сьомий конгрес у Кампалі та вирішив перейменувати себе на Руандійський Патріотичний Фронт. Новий РПФ, більшу частину якого складали колишні ветерани-баньяруанда, був набагато більше воєнізований, ніж початковий Руандійський Союз Національної Єдності.

### Руандійський Патріотичний Фронт
1 жовтня 1990 року Руандійський Патріотичний Фронт, який очолював генерал-майор Фред Рвігіема вторгся до Руанди, розпочавши Громадянську війну в Руанді. Незважаючи на те, що 2 жовтня Рвігіему було вбито, вторгнення РПФ спочатку було успішним. Проте руандійська армія отримала допомогу від Бельгії, Франції та Заїру, і протягом місяця відновила ініціативу, змусивши РПФ повернутися до Уганди.
Поль Кагаме був дуже близький до генерал-майора Рвігіеми, тому його попросили повернутися з навчання у Сполучених Штатах, щоб очолити Руандійський Патріотичний Фронт. Після цього РПФ вдався до партизанських нападів, зосередившись на районах Бьюмба і Рухенгері, отримавши контроль над великою частиною півночі країни у 1992 році. Зрештою, переговори між РПФ і урядом Руанди призвели до підписання Арушської угоди в 1993 році, внаслідок чого членам РПФ та іншим біженцям було дозволено повернутися до країни.
Припинення вогню завершилося 6 квітня 1994 року, коли літак президента Руанди Жувеналя Габ'ярімани був збитий біля аеропорту Кігалі, вбивши його і президента Бурунді Сипрієна Нтар'яміру. Досі невідомо, хто почав атаку; РПФ звинувачувала екстремістів-хуту в уряді Руанди, а уряд стверджував, що РПФ відповідає за напад. Обстріл літака послужив каталізатором геноциду у Руанді, який почався за кілька годин. Протягом приблизно 100 днів за наказом тимчасового уряду було вбито 1,000,000 тутсі. Руандійський Патріотичний Фронт тутсі знову розпочав наступ і методично взяв під контроль країну, перекривши шляхи урядових поставок, скориставшись погіршенням громадського порядку. 7 червня архієпископ-хуту Кігалі Вінсент Нсенг'юмва, був вбитий біля церкви у Кабгаї разом із двома єпископами та тринадцятьма священниками членами РПФ, які були переконані в тому, що священники були залучені до вбивства їхніх сімей.
РПФ остаточно переміг, коли Кігалі був захоплений 4 липня, а решта країни — 18 липня. Активний член Руандійського Патріотичного Фронту Пастер Бізімунгу був призначений Президентом Руанди, а Поля Кагаме призначили віце-президентом. РПФ поділився на політичний підрозділ, який зберіг назву Руандійський Патріотичний Фронт, і військовий, який став називатися Патріотичною армією Руанди (тепер — Сили Оборони Руанди).
У лютому 1998 року Поля Кагаме було обрано головою політичної партії РПФ, замість Алексіса Кан'яренгве, і у березні 2000 року він став президентом Руанди. За новою конституцією, яку було прийнято на референдумі 26 травня 2003 року, Кагаме було обрано президентом із результатом в 95%. РПФ сформував коаліцію із декількома меншими партіями, яка отримала 74% голосів на парламнентських виборах 2 жовтня 2003 року і 40 із 53 місць у Палаті Депутатів. Коаліція отримала 42 місця на парламентських виборах 2008 року, і Кагаме був знову обраний президентом у 2010 році із 93% голосів. На парламентських виборах 2013 року коаліція під проводом РПФ здобула 41 місце.